# Pintér Beáta
Pintérné Kazán Beáta (Nyitra, 1979.) történész, énekkar-vezető.

## Élete
2003-ban a nyitrai Konstantin Filozófus Egyetemen végzett szlovák nyelv és irodalom és történelem szakon. 2010-ben doktori fokozatot szerzett. A KFE történelem tanszékén oktat. Diákjaival régiótörténeti kiállításokat is készített.
Budapesten és Prágában volt tanulmányúton.
Helytörténettel (például Berencs, Csitár, Gímeskosztolány) is foglalkozik.

## Elismerései
- 2019 MAB Magyar Tudományosság Külföldön-díj

## Művei
- 2006 Branč - Berencs 1156-2006. Branč. (szerk.)
- 2007 Byzantská misia Konštantína a Metoda vo svetle slovenskej a českej historiografie. In: Duchovné, intelektuálne a politické pozadie cyrilometodskej misie pred jej príchodom na Veľkú Moravu. Nitra.
- 2007 Príchod Maďarov do Karpatskej kotliny vo svetle archeologických prameňov. Acta Nitriensiae 9.
- 2008 Bitka pri Bratislave vo svetle slovenskej a maďarskej historiografie. In: Bitka pri Bratislave v roku 907 a jej význam pre vývoj stredného Podunajska.
- 2010 A magyarok honfoglalásáról a 19. és 20. századi (cseh)szlovák történetírásban. In: Aktualitások a magyar középkorkutatásban.
- 2011 Pohľady maďarskej historiografie na otázku príchodu Maďarov do Karpatskej kotliny a na ich vzťahy k okoliu (od polovice 19. storočia do konca 20. storočia).  Dějiny - teorie - kritika 8/1.
- 2011 Sv. Vojtech na dvore kniežaťa Gejzu v maďarskej a slovenskej historiografii.
- 2012 Náčrt dejín Nitrianskeho biskupstva do začiatku 16. storočia. In: Mesto pod mestom - Dejiny Nitry v školskej praxi. Nitra.
- 2014 Učebné pomôcky k výučbe regionálnych dejín na základnej škole s vyučovacím jazykom maďarským. In: Výuka regionálních dějin na základní škole. Plzeň.
- 2014 Osudy Šarloty Hevessy - pedagogičky v Podzoborskom regióne. Studia Historica Nitriensia 18/1.
- 2015 Z dejín bádania o príchode Maďarov do Karpatskej kotliny. Nitra.[2]
- 2016/2018 Branč, miesto kde žijeme - Berencs, hely ahol él(t)ünk. Budapest.
- 2017 Podzoborské obce v období Rakúsko-Uhorska - Zobor-vidéki falvak az Osztrák-Magyar Monarchia idejében. Nyitra. (tsz.)
- 2018 Zobor-vidék története. Nitra. ISBN 978 963 693 911 3